# Roberto Fronza
Roberto Fronza, meglio noto come Beto (Tucunduva, 10 luglio 1984), è un ex calciatore brasiliano, di ruolo difensore.

## Carriera
Ha sempre giocato nella massima serie hongkonghese, fatta eccezione una breve parentesi in Brasile con il São Luiz.